# Kashima Antlers
I Kashima Antlers (鹿島アントラーズ?, Kashima Antorāzu) sono una società calcistica giapponese con sede nella città di Kashima. La squadra milita nella J1 League, la massima divisione del campionato giapponese.
La seconda parte del nome della squadra, Antlers (che significa "palchi" in inglese) è dovuto al nome della città di Kashima, che in giapponese vuol dire "isola del cervo".
Fondato a Osaka nel 1947 e trasferito a Kashima nel 1975, il club passò al professionismo al 1991 con l'ingaggio di Zico. Dal 1993, anno in cui fu fondata la J-League, il Kashima è una delle squadre di calcio egemoni nel panorama giapponese, avendo vinto 8 titoli nazionali, 6 Coppe J-League, 5 Coppe dell'Imperatore e 6 Supercoppe del Giappone, per un totale di 25 trofei domestici, record nazionale. Nel 2016 è divenuta la prima squadra affiliata alla confederazione asiatica (AFC) a raggiungere la finale della Coppa del mondo per club FIFA, dove fu sconfitta per 4-2 dal Real Madrid.

## Storia
Fondata nel 1947 con il nome di Sumitomo Metal Industries Factory Football Club ad Osaka, militò nella Japan Soccer League, campionato semi-professionistico, e nel 1975 si trasferì a Kashima, nella prefettura di Ibaraki. Le città natali della squadra sono Kashima, Itako, Hasaki e Kamisu, tutte nella prefettutra di Ibaraki.
Nel 1984 la squadra fu promossa nella massima serie giapponese, ma retrocesse nel 1986. Immediata fu la risalita, cui seguì una nuova retrocessione nel 1989. Nel 1992 si piazzò seconda in Second Division.
Dopo la completa formazione della J-League, la Sumitomo, come tutti gli altri club, spogliò la squadra del suo marchio e rinominò la squadra Kashima Antlers.
Condotta da Zico, ex stella della nazionale brasiliana, la squadra ha raggiunto il secondo posto della prima edizione della J-League nel 1993. Nel 2000 è diventata la prima squadra della J-League a conseguire il triplete nazionale, cioè a vincere nella stessa stagione la J-League, la Coppa J-League e la Coppa dell'Imperatore (contando solo il livello professionistico del campionato, a partire dal 1993).
Nel 2007 vinse il quinto titolo di J-League e nel 2009, con il terzo trionfo consecutivo in campionato, divenne il primo club capace di laurearsi tre volte di fila campione di Giappone (contando solo il livello professionistico del campionato).
Con i successi nella Coppa J-League del 2011, del 2012 e del 2015 portò a diciassette il numero di trofei nazionali conquistati.
Nel 2016 vinse nuovamente la J-League, stabilendo un record di otto successi, e poté così partecipare alla Coppa del mondo per club, essendo la squadra campione del paese ospitante. Dopo essersi qualificato ai quarti di finale battendo per 2-1 l'Auckland City, ebbe la meglio prima per 2-0 sul Mamelodi Sundowns e poi per 3-0 sull'Atlético Nacional. In questa partita fu assegnato il primo rigore tramite il VAR della storia del calcio. In finale i giapponesi furono sconfitti per 4-2 dal Real Madrid ai tempi supplementari dopo che quelli regolamentari erano terminati sul 2-2.
Nel novembre 2018 la squadra si aggiudicò per la prima volta la AFC Champions League imponendosi nella finale contro gli iraniani del Persepolis, grazie a una vittoria per 2-0 nella partita d'andata in casa e a un pareggio per 0-0 in quella di ritorno allo Stadio Azadi di Teheran. Grazie alla vittoria, a dicembre poté partecipare, negli Emirati Arabi Uniti, alla Coppa del mondo per club FIFA, dove vinse per 3-2 il quarto di finale contro i campioni del Centro e Nord America del Guadalajara e fu sconfitta per 3-1 nella semifinale contro il Real Madrid. Il 22 dicembre fu battuta per 4-0 dagli argentini del River Plate nella finale di consolazione, chiudendo quarta.

## Colori e simboli

### Divise
I Kashima Antlers tradizionalmente indossano una divisa rossa con inserti blu e bianchi con pantaloncini blu o bianchi e calzettoni rossi. la seconda divisa è bianca con inserti blu e rossi.

### Emblema
L'emblema dei Kashima Antlers è uno scudo amaranto e grigio con un cervo stilizzato nero recante in basso il nome della squadra.

### Mascotte
Le mascotte del Kashima sono Shikao, Shikako e Anton, tre cervi antropomorfi indossanti la divisa della squadra.

## Società

### Sponsor
Cronologia degli sponsor tecnici
- 1992: Ennerre
- 1993-1996: Mizuno (solo J-league)
- 1997: Umbro (solo J-league)
- 1998-2001: Ennerre
- 2002-Oggi: Nike

Cronologia degli sponsor ufficiali (parte anteriore della maglia di gioco)
- 1992-1995: -
- 1996-2010: TOSTEM
- 2011-Oggi: Lixil

## Allenatori
- 1993-1994  Masakatsu Miyamoto
- 1995  Edu
- 1996-1998  João Carlos
- 1998  Takashi Sekizuka
- 1998-1999  Zé Mario
- 1999  Zico
- 1999  Takashi Sekizuka
- 2000-2005  Toninho Cerezo
- 2006  Paulo Autuori
- 2007-2012  Oswaldo de Oliveira
- 2012  Jorginho
- 2013-2014  Toninho Cerezo
- 2015-2017  Masatada Ishii
- 2017-2020  Gō Ōiwa
- 2020-2021  Antônio Carlos Zago
- 2021  Naoki Soma
- 2021-2022  René Weiler
- 2022-2023  Daiki Iwamasa
- 2023-2024  Ranko Popović
- 2024  Masaki Chugo
- 2025-Oggi  Tōru Oniki

## Calciatori
Dal 1993 al 1994 venne ingaggiato il celeberrimo campione brasiliano Zico, che chiuse qui la sua straordinaria carriera con 24 presenze e 15 gol. Dal 1994 al 1996 ha vestito la maglia degli Antlers un giovane Leonardo, totalizzando 49 presenze con 30 gol segnati.

### Vincitori di titoli
Campioni del mondo
- Leonardo (Stati Uniti 1994)

## Palmarès

### Competizioni nazionali
- J. League Division 1: 8 (record)

1996, 1998, 2000, 2001, 2007, 2008, 2009, 2016
- Coppa dell'Imperatore: 5

1997, 2000, 2007, 2010, 2016
- Coppa J. League: 6 (record)

1997, 2000, 2002, 2011, 2012, 2015
- Supercoppa del Giappone: 6  (record)

1997, 1998, 1999, 2009, 2010, 2017

### Competizioni internazionali
- AFC Champions League: 1

2018
- Coppa Suruga Bank: 2 (record)

2012, 2013
- Coppa Campioni A3 Mazda: 1

2003

### Altri piazzamenti
- Campionato giapponese:

Secondo posto: 1993, 1997, 2017
Terzo posto: 1994, 2005, 2014, 2018, 2019
- Coppa dell'Imperatore:

Finalista: 1993
Semifinalista: 1995, 2012
- Coppa J. League:

Finalista: 1999, 2003, 2006
Semifinalista: 1992, 1998, 2001, 2007, 2019
- Supercoppa del Giappone:

Finalista: 2001, 2002, 2008, 2011
- Coppa delle Coppe dell'AFC:

Semifinalista: 1998-1999
- Coppa del mondo per club FIFA:

Finalista: 2016
Semifinalista: 2018
- Coppa Suruga Bank:

Finalista: 2016

## Organico

### Rosa 2025
Rosa e numerazione aggiornate al 6 luglio 2025.
| N. |                          | Ruolo | Calciatore                |
| -- | ------------------------ | ----- | ------------------------- |
| 1  | Giappone (bandiera)      | P     | Tomoki Hayakawa           |
| 2  | Giappone (bandiera)      | D     | Kōki Anzai                |
| 3  | Corea del Sud (bandiera) | D     | Kim Tae-hyeon             |
| 4  | Giappone (bandiera)      | D     | Kaito Chida               |
| 5  | Giappone (bandiera)      | D     | Ikuma Sekigawa            |
| 6  | Giappone (bandiera)      | C     | Kento Misao               |
| 7  | Giappone (bandiera)      | D     | Ryōya Ogawa               |
| 9  | Brasile (bandiera)       | A     | Léo Ceará                 |
| 10 | Giappone (bandiera)      | C     | Gaku Shibasaki (capitano) |
| 11 | Giappone (bandiera)      | A     | Kyōsuke Tagawa            |
| 13 | Giappone (bandiera)      | A     | Kei Chinen                |
| 14 | Giappone (bandiera)      | C     | Yūta Higuchi              |
| 17 | Brasile (bandiera)       | C     | Talles Brener             |
| 19 | Giappone (bandiera)      | A     | Shū Morooka               |
| 20 | Giappone (bandiera)      | C     | Yū Funabashi              |
| 21 | Giappone (bandiera)      | P     | Taiki Yamada              |
| 22 | Giappone (bandiera)      | D     | Kimito Nono               |
| 23 | Giappone (bandiera)      | D     | Keisuke Tsukui            |

| N. |                          | Ruolo | Calciatore                  |
| -- | ------------------------ | ----- | --------------------------- |
| 25 | Giappone (bandiera)      | D     | Ryūta Koike                 |
| 27 | Giappone (bandiera)      | C     | Yūta Matsumura              |
| 28 | Giappone (bandiera)      | D     | Shūhei Mizoguchi            |
| 29 | Giappone (bandiera)      | P     | Yūji Kajikawa               |
| 32 | Giappone (bandiera)      | D     | Haruto Matsumoto            |
| 33 | Giappone (bandiera)      | C     | Yoshihiro Shimoda           |
| 34 | Giappone (bandiera)      | A     | Homare Tokuda               |
| 36 | Giappone (bandiera)      | D     | Mihiro Satō                 |
| 37 | Giappone (bandiera)      | C     | Haruki Hayashi              |
| 38 | Corea del Sud (bandiera) | P     | Park Eui-jeong              |
| 40 | Giappone (bandiera)      | A     | Yūma Suzuki (vice capitano) |
| 44 | Giappone (bandiera)      | D     | Yūgo Okawa                  |
| 46 | Giappone (bandiera)      | A     | Minato Yoshida              |
| 47 | Giappone (bandiera)      | D     | Anthony Motosuna            |
| 55 | Giappone (bandiera)      | D     | Naomichi Ueda               |
| 71 | Giappone (bandiera)      | C     | Ryōtarō Araki               |
| 77 | Serbia (bandiera)        | A     | Aleksandar Čavrić           |

### Staff tecnico
Staff tecnico aggiornato al 20 aprile 2025.
- Zico - Direttore advisor
- Tōru Oniki - Allenatore
- Masaki Chūgo - Collaboratore tecnico
- Atsushi Yanagisawa - Collaboratore tecnico
- Makoto Tanaka - Collaboratore tecnico
- Hitoshi Sogahata - Preparatore portieri
- Suguru Arie - Analista
- Tomofumi Kuriyama - Analista
- Ryōsuke Itō - Preparatore fisico
- Atsuhiro Furuta - Conditioning coach